# Pascal Bernard (photographe)
Pour les articles homonymes, voir Bernard et Pascal Bernard (homonymie).
Pascal Bernard, né en juin 1960 aux Sables-d'Olonne, est un photographe français libre et indépendant. Son intérêt pour la photographie commence en 1972 dès qu’il obtient son premier appareil photo (un Kodak Instamatic 126) offert par ses parents. Son travail en perpétuelle évolution sera influencé par Izis autant que par Pentti Sammallahti ou Mary Ellen Mark. 

## Biographie

### 1977
Après un bref passage au lycée Victor-Laloux de Tours en section photographie, il effectue son premier voyage initiatique et photographique des Sables-d’Olonne à New Delhi par la route. Durant plusieurs mois, il traverse le Proche Orient (Turquie), le Moyen-Orient (Iran, Afghanistan, Pakistan) et termine son périple en Inde. Autodidacte, il photographie des scènes de rue, des visages et des paysages en noir et blanc.

### 1980
Dans les années 1980, il s’installe à Paris. Désireux de maîtriser jusqu’au bout son approche photographique, il alterne recherches  personnelles dans son labo photo, prise de vue de mode et de publicité et voyages en Asie. Durant ces nombreux voyages au Népal, en Inde, au Sri Lanka, au Bangladesh, en Birmanie, en Thaïlande, au Laos, au Cambodge, en Malaisie, à Singapour et en Indonésie, il réalise différents reportages collaborant à différents magazines internationaux.

### 1987 à 1994
Il crée jipélabo à Paris en association et ne tarde pas à monter le labo pro intégré. Il se spécialise dans le développement noir et blanc argentique entièrement manuel et en profite également pour mettre au point les techniques de développement couleur de type croisé.

### 1995 à 2010
Il quitte l’entreprise, se sédentarise quelque peu pour réaliser le reportage « la route intelligente » en collaboration avec le Figaro, VSD, Eureka, Auto journal et la Vie du rail.
En 1996, il s’installe à La Rochelle et crée Gecko production. Il travaille alors plus en profondeur la photographie de communication et le reportage en favorisant toujours l’aspect humain des entreprises qui lui font confiance. Il évolue avec la technologie passant aux techniques de photographie numériques. Il réalise notamment différentes expositions en couleur (IFAD de Nîmes, Palais de Tokyo, Séville, Barcelone, Milan), sans délaisser toutefois ses passions : la photo noir et blanc argentique et l’Asie. Il commence à mettre en place la série « Regards d’ailleurs », portraits humanistes et témoignage éveillé des métamorphoses du monde. Série glanée de 1977 à nos jours. 
Toujours dans le même souci d’authenticité, il continue ses recherches photographiques personnelles en noir et blanc argentique 
Il abandonne le petit format (24 × 36 mm) pour travailler en moyen format (6 x 6 cm). Muni de son appareil photo de prédilection l’Hasselblad 503cx équipé d’un Distagon 4f40mm, il réalise deux séries : « l'Inde vous regarde » et « l'Inde s'affiche ».

### 2011 à 2020
Il est invité en résidence d’artiste à Pondichéry en Inde  sous le patronage de l’Alliance Française et du Centre Intermondes de La Rochelle pour réaliser un travail sur la ville et ses acteurs en collaboration avec Anupama Raju, poète indienne. Il expose le fruit de leur travail « Pondichéry : une ville, un lieu, une personne»  en Inde dans différentes  Alliances Françaises puis à La Rochelle. Il opte alors pour une présentation de triptyques virés à l’or afin de dégager une ambiance chaleureuse à l’image des gens et des lieux.
En revanche, il choisit le numérique pour illustrer une série de poèmes d’Anupama Raju en résidence d’artiste à La Rochelle durant le mois de mai 2012 : « Surfaces et profondeurs» , . 
En 2013, un nouveau projet nait : [entre parenthèses] qui le mène de nouveau en Inde puis en Thaïlande,  au Laos, au Viêt Nam, au Cambodge et en Birmanie. Ce travail, se veut fédérateur puisqu’il fait appel à des artistes natifs des pays concernés. Et  dans un souci de pure authenticité, il garantit l’absence totale de retouche numérique puisqu’il sera effectué en noir et blanc argentique, de la prise de vue jusqu’aux tirages.En 2014 / 2015 l'exposition "Surfaces et profondeurs" est exposé dans différentes Alliances françaises en Inde : Trivandrum, Pondichéry, Panaji, Hyderabad, Bangalore,kochin, Chandigarh, Il finit aussi son projet [entre parenthèses] et il entame en 2016 sa série «et vous comment Jumpez-vous» : La Jumpologie ou l’art du portrait sauté… Ici ou ailleurs, une aventure photographique sur un an chaque semaine… D’après une idée originale de philippe Halsman. En 2016 le projet [entre parenthèses] est exposé à la Bibliothèque Universitaire de La Rochelle. En 2017 conférence et exposition au Centre Intermondes pendant "les retour[s] de Résidence[s]" La Rochelle. En 2018 Il participe à un travail collectif sur l'anniversaire de mai 68 "50artistes pour les 50ans de mai68". Puis il réalise en collaboration avec la céramiste Aude Weber et le collectif Action Solidaires un travail intitulé "Chemin de terre" : " En tête-à-terre.Des portraits à deux têtes.Deux visages.L’un maculé de terre pour masquer… quoi ? Nos différences ? Des humains à qui l’on demande de se rendre invisibles ?L’autre est la figure d’un citoyen du monde, simplement libre d’être sur la terre, terre dont certains ont parcouru des kilomètres pour fuir.Mais qui est le migrant ? Serons-nous tous demain des migrants économiques, sociaux, climatiques ? Le masque interroge notre appartenance au même monde, migrants ici, individus ailleurs, et vice-versa. Étrange transposition de l’étranger…" Ce travail sera exposé dans différents lieux de La Rochelle.Il participe en 2019 a l'exposition collective de la SAIF:  Autoportrait, la Saif fête ses 20 ans en 900 images à l' Espace Niemeyer  2 place du Colonel Fabien, Paris 19e.

## Prix
1993 : Lauréat du prix  Agfa european portrait award
2008 : Semi finaliste des Hasselblad Master catégorie portrait

## Expositions
- 2002 : Exposition « Rochefort au fil de la Charente » Café des Longitudes CIM (Centre International de la mer), Rochefort.
- 2003 : Exposition « Autour du carré » IFAD, Nîmes.
- 2006 : Exposition collective des journées de la mode. Palais de Tokyo, Paris.
- 2007 : Exposition « Strange fashion women »[21]Palais Mudejar de l’Alcazar, Séville. Journées de la mode de Milan et Barcelone.
- 2010 : Expositions « Regards d’ailleurs » au lycée Hôtelier, La Rochelle et dans le cadre du festival « Jazz entre les 2 tours » Casino Barrière, La Rochelle.« Pérégrination indienne » durant les Escales Indiennes, au salon du livre à l'espace Encan, et aussi à la  bibliothèque universitaire[22], La Rochelle
- 2011 : «l'Inde vous regarde»[23] pendant sa résidence d’artiste à la maison Colombani de l’Alliance Française, Pondichéry, Inde.
- 2012 : Exposition « Pondichéry : une ville, un lieu, une personne »[24] du Centre Intermondes La Rochelle en mai. Tournée indienne : Alliance Française de Pondichéry[25] en juillet, de Trivandrum en août[26], de  Chennai en septembre[27].
- 2013 : Exposition « Pondichéry : une ville, un lieu, une personne » et lecture au « Hyderabad literary festival » Inde.
- 2014 : Exposition « Surfaces et profondeurs » Tournée indienne : Alliance Française de Trivandrum en janvier puis Pondichéry, Hyderabad[28], Goa, Chennai, Bangalore[29].
- 2014 : Exposition «  Pondichéry : une ville, un lieu, une personne »  Hôtel de Malestroit, Bry-sur-Marne.
- 2015 : Exposition « Surfaces et profondeurs » Tournée indienne : Alliance Française de Kochin en mai, Chandigarh[15]en juin.
- 2016 : Exposition « Photo et Sculpture » en collaboration avec l'artiste Sculptrice Okola[30] Galerie Esquié , La Rochelle
- 2016 : Exposition « Surfaces et profondeurs » et «  Pondichéry : une ville, un lieu, une personne » Festival Vibrations Poétiques cloitre des Ursuline[31], La Rochelle
- 2016 : Exposition « Entre parenthèses »[32] Bibliothèque Universitaire La Rochelle
- 2017 : Exposition "Retours de Résidences" [19]au Centre Intermondes La Rochelle
- 2018 : Exposition « 50 artistes pour les 50 ans de mai 68 » exposition collective Espace Michel Crépeau Nieul s/mer
- 2019 : Exposition « chemin de terre » portraits de migrants Bibliothèque Universitaire de La Rochelle
- 2019 : Exposition « Autoportrait, la Saif fête ses 20 ans en 900 images »[33]   Espace Niemeyer  2 place du Colonel Fabien, Paris 19e
- 2019 : Exposition virtuelle [entre parenthèses] sur le magazine d’arts contemporains et de photographies Corridor Elephant[34]